# Zuhal Demir
Pour les articles homonymes, voir Demir.
Zuhal Demir, née le 2 mars 1980 à Genk, est une femme politique belge d'origine kurde, avocate et membre du parti nationaliste flamand N-VA. 
Le 30 septembre 2024, elle est nommée ministre flamande de l'Enseignement, de la Justice et de l’Emploi dans le gouvernement de Matthias Diependaele.

## Parcours politique
Zuhal Demir est née à Genk dans une famille kurde de travailleurs immigrés. Sa famille est de tradition alévie (un mouvement mystique au sein de l'Islam) mais elle n'est pas elle-même pratiquante. Elle est née avec la nationalité turque, mais renonce à cette nationalité en 2017.
Après ses études secondaires en latin-grec dans une école catholique de Genk, elle entre à la faculté de droit de la Katholieke Universiteit Leuven en 1998, où elle obtient en 2003 une licence en droit. Par la suite, elle obtient également un master en droit social à la VUB. En 2004, elle devient avocate spécialisée en droit du travail à Anvers.
Aux élections fédérales de juin 2010, elle figure pour la première fois sur la liste de la circonscription électorale d'Anvers pour la N-VA. Elle est élue et obtient 10 248 voix de préférence en étant quatrième sur la liste. Aux élections municipales d'octobre 2012, Demir est élue sur la liste N-VA dans le district d'Anvers en tant que nouvelle présidente de district. Elle occupe ce poste de début janvier 2013 à fin décembre 2015. Le collège de district est formé par les partis N-VA, Groen et Open VLD. Elle est réélue aux élections fédérales de mai 2014, cette fois avec 19 473 votes de préférence. Lorsqu'elle prend ses fonctions de secrétaire d'État, son mandat de députée est interrompu à partir de février 2017.
Fin 2013, elle est nommée par le gouvernement flamand Peeters II en tant que présidente du conseil d'administration de la nouvelle Agence flamande pour l’intégration Agentschap Integratie en Inburgering. Elle occupe cette fonction jusqu’en 2017.
En février 2015, elle provoque une controverse avec une séance photo pour P-Magazine au Parlement fédéral.
Début 2016, elle revient à Genk pour des raisons familiales, à la suite de quoi elle doit démissionner de la présidence du conseil de district d'Anvers. À Anvers, Paul Cordy, qui est jusqu’alors échevin, la remplace comme président de district à partir du 1er janvier 2016. Cordula Van Winkel devient à son tour la nouvelle échevine du collège. En 2016, elle participe à la série documentaire Terug naar eigen land de la chaine Vier, dans laquelle ses opinions franches sur le flux de réfugiés attirent l'attention.
Le 24 février 2017, elle devient secrétaire d'État (nl) à la lutte contre la pauvreté, à l'égalité des chances, aux personnes handicapées, à la politique des grandes villes et à la politique scientifique. Elle succède à Elke Sleurs, également membre de la N-VA, qui a démissionné pour pouvoir se concentrer pleinement sur les élections communales de 2018 en tant que tête de liste.
En 2017, pendant son mandat au gouvernement fédéral, elle devient maman.
Lors des élections communales de 2018, elle est tête de liste N-VA et candidate-bourgmestre à Genk. Le parti obtient plus de 27 % des voix et est le deuxième parti au conseil communal, mais finit dans l'opposition. Début 2019, Demir devient conseillère communale la ville.
Le mandat de Demir en tant que secrétaire d'État prend fin le 9 décembre 2018 avec la chute de Michel I. De ce fait, elle retourne siéger à la Chambre des représentants.
En 2019, elle est tête de liste limbourgeoise aux élections fédérales. Demir est réélue à la Chambre avec 61 444 voix de préférence et y siège jusqu'en octobre 2019. Le 2 octobre, elle devient membre du gouvernement flamand Jambon avec le portefeuille de l’Environnement, de la Justice, du Tourisme et de l’Énergie.
En juin 2022, lors de manifestations contre la réduction des émissions d'azote, un tracteur est vu portant une poupée à l'effigie de Zuhal Demir pendue et appelant à pendre la ministre. Elle annonce déposer plainte.

## Prises de position

### Nombre d'étrangers en Belgique
En 2013, Zuhal Demir affirme qu'il y a en Belgique « beaucoup d'étrangers. Entre 1992 et 2000, il y a eu 400 000 nouveaux arrivants en Belgique. Un tel afflux implique de financer des programmes d'intégration, de construire des écoles. Notre système n'est pas prévu pour absorber une si grosse masse. Conséquence : de nombreux enfants de migrants souffrent de retard scolaire, maîtrisent mal la langue et, du coup, ne trouvent pas leur place sur le marché du travail. De plus, beaucoup de jeunes d'origine étrangère, nés ici, vont chercher une femme au Maroc ou en Turquie, qui ne parle pas un mot de néerlandais. Chaque fois, tout le processus d'intégration est à recommencer ».

### Centre pour l'égalité des chances et la lutte contre le racisme
En février 2017, à peine arrivée au gouvernement où elle est chargée de promouvoir l'Égalité des chances, elle déclare à propos du Centre pour l'égalité des chances et la lutte contre le racisme (Unia) : « Les gens ne comprennent pas pourquoi Unia est si obsédé par les discussions sur le Père Fouettard alors que d’autres vrais problèmes demeurent. Unia se ridiculise en n’ouvrant des procédures de recrutement que pour des femmes »,.

### Parti politique ISLAM
En avril 2018, Zuhal Demir critique le parti politique islamiste belge ISLAM. Elle déclare : « le parti ISLAM est le sommet de l'iceberg, sa partie émergée […] Islam est une interprétation d’une religion, interprétation que l’on ne peut pas tolérer quand elle est celle d’un parti politique. Il est grand temps que l’on se rende compte que ISLAM, pour beaucoup, n’est pas seulement une expérience religieuse, mais aussi une vision de société. Tant qu’on n’en tiendra pas compte, l’iceberg va continuer à grandir ».

### Voile à l'école
En août 2018, elle affirme que le voile n'a pas sa place à l'école, affirmant : « Une école est comme une maison : on doit s'y sentir libre. Le voile n'y a donc pas sa place »,. Elle fait le constat que les jeunes filles commencent à porter le voile de plus en plus tôt et conclut : « C'est un problème. Il ne faut pas normaliser cette inégalité à l'école. Il faut leur laisser goûter à l'égalité à l'école, afin qu'elles puissent faire leurs propres choix ultérieurement »,. Elle émet le souhait que le prochain gouvernement s'empare de la question et mène un débat sur ce sujet,.

### Pacte mondial sur les migrations et crise gouvernementale
Le 8 décembre 2018, au plus fort de la crise qui agite le gouvernement et le parlement fédéral au sujet du Pacte mondial sur les migrations Zuhal Demir publie son opinion sur Facebook : « Une « coalition Marrakech » s'est formée qui croit qu'un pacte migratoire, qui aura un effet néfaste sur notre société, est plus important que la poursuite du travail gouvernemental. Cette coalition Marrakech utilise ce pacte migratoire pour pousser la N-VA hors du gouvernement et faire payer les conséquences par les Flamands " ».
Elle déclare avoir fait son travail de secrétaire d'État « en honneur et en conscience » mais ne veut pas « avoir sur la conscience ce que la coalition Marrakech veut faire la semaine prochaine ».

### Le PS, «presque un parti communiste»
Dans un entretien accordé au magazine Vif/L'Express en avril 2013, Zuhal Demir s'en prend aux francophones et en particulier au PS : « À part le MR, les francophones considèrent tous les entreprises comme des ennemies. Quand j'entends certains discours au parlement, je manque de m'évanouir. Les socialistes wallons, ce sont quasi des communistes. Pour eux, l'Etat doit s'occuper de tout. ».
Elle ajoute « La Belgique est le seul pays où tu peux rester vingt ans chômeur. On a dit au PS : on veut changer ça. Mais le PS ne voulait rien entendre. On-bes-preek-baar ! ». Pour Demir, la durée maximale du chômage devrait être de « deux ans, ça me paraît bien. Dans la plupart des pays européens, c'est six mois ou un an. ».

### Le CD&V, «nouveau parti des musulmans»
Le 9 avril 2017, Zuhal Demir se fait de nouveau remarquer en s'attaquant au CD&V (parti social-chrétien flamand) et à son président Wouter Beke : « Je veux prévenir les Flamands : le CD&V est le nouveau parti des musulmans. J’espère que tout le monde a désormais bien ses yeux ouverts. Beke voit les musulmans comme du bétail électoral »,. Elle déplore également que Wouter Beke n'ait pas recadré certains membres de son parti ayant pris des positions qu'elle considère favorables au président turc Recep Tayyip Erdoğan,.
Le porte-parole du Premier ministre, Charles Michel, indique que ce dernier « a vivement réagi par téléphone auprès de la secrétaire d’État. Les mots qu'elle emploie sont déloyaux et inacceptables au sein d'une coalition. Le Premier ministre ne tolère absolument pas ce comportement »,. Dans un message sur Twitter, Zuhal Demir dit accepter les critiques du chef du gouvernement et juge dès lors l'incident clos, son entourage laissant entendre qu'elle ne présenterait pas d'excuses.

### Sortie du nucléaire et centrales à gaz
En 2021, Zuhal Demir s'oppose à la construction d'une centrale à gaz à Vilvorde, en raison de ses émissions d'ammoniac. Cela complique la sortie du nucléaire à laquelle la N-VA est opposée,.

## Tensions avec la Turquie

### Accusations du président turc Erdoğan
En mars 2017, en pleine campagne pour le référendum constitutionnel turc de 2017 du président turc Recep Tayyip Erdoğan, la secrétaire d'État N-VA (qui est d'origine kurde) est accusée par la presse turque de « soutenir le terrorisme » et, en particulier, le « mouvement indépendantiste terroriste kurde » PKK,,.
Le Premier ministre Charles Michel prend alors énergiquement la défense de sa secrétaire d'État : « Ces fausses accusations sont subversives et blessantes. Cette stratégie consiste à nous provoquer pour réveiller les sentiments nationalistes en Turquie »,,.
En avril, Demir effectue des déclarations chocs à l'encontre de la diaspora turque, importante en Belgique et en Flandre : « Il y a un noyau dur de fanatiques turcs en Belgique », ajoutant que « les Turcs de la deuxième et de la troisième générations devraient voir la Belgique comme leur maison ».

### Menaces de mort
En juin 2018, Zuhal Demir révèle à la télévision flamande avoir reçu des menaces de mort contre elle et sa fille de six mois pour son prétendu soutien à l'organisation séparatiste kurde PKK,. Ces menaces interviennent après que la secrétaire d'État ait été accusée par Hatice Kör, une candidate d'origine turque du parti Be.one (parti fondé en février 2018 par Dyab Abou Jahjah), d'être une terroriste et un soutien du mouvement séparatiste kurde.
Zuhal Demir a toujours démenti ces affinités qu'on lui prête avec une organisation classée « terroriste » par Ankara, l'Union européenne et Washington. Elle déclare à la VRT (télévision flamande) « Je ne l'accepte plus » et annonce son intention de porter plainte.

### Menaces physiques
Le 6 décembre 2018, le tribunal correctionnel de Hasselt condamne un homme de Beringen à une amende de 400 euros pour avoir menacé Zuhal Demir sur Facebook. L'homme avait lancé un appel à la haine envers la secrétaire d'État : « Si cette femme à Genk peut librement offenser les citoyens turcs, c'est une honte (...). N'utilisez pas le clavier pour faire parler de vous et critiquer. (...) Faites s'écrouler sa maison, rendez-lui la vie insupportable ».

## Shooting photo sexy dans l'enceinte du Parlement fédéral belge
En mars 2015, Zuhal Demir, alors jeune députée fédérale de 35 ans, suscite la controverse à la suite de la parution d'une série de photos sexy réalisées dans l'enceinte du Parlement fédéral belge pour le magazine flamand P-Magazine,.
Ce magazine écrit sur Twitter au sujet de ces photos : « La vraie bombe du Parlement, c'est elle ! », mais
Catherine Fonck, cheffe de groupe du parti centriste CdH à la Chambre, réagit en publiant les réactions suivantes sur Twitter « Ce n'est pas avec ce type de photos dans l'hémicycle de la Chambre que Zuhal Demir va donner de la crédibilité aux femmes politiques ! » et « Si Zuhal Demir veut faire des photos sexy, c'est son choix, mais pas dans l'hémicycle de la Chambre ! ».